# Болдырев, Сергей Александрович
Сергей Александрович Болдырев (31 августа 1976 года, Пенза) — российский руководящий работник высшей школы. Ректор Пензенского государственного университета архитектуры и строительства с 19 мая 2020 года. Почётный работник высшего профессионального образования Российской Федерации.

## Биография
Родился 31 августа 1976 г. в г. Пензе.
В 1998 году окончил Пензенскую государственную архитектурно-строительную академию по специальности «Промышленное и гражданское строительство».
В сентябре 1998 года поступил в очную аспирантуру Пензенской государственной архитектурно-строительной академии.
В 2002 году защитил кандидатскую диссертацию по теме «Экспериментально-теоретическая оценка совместной работы гибких фундаментов с комбинированным основанием».
С 2001 г. и по настоящее время работает в государственном образовательном учреждении высшего образования «Пензенский государственный университет архитектуры и строительства».
С 2004 г. по 2006 г. занимал должность заместителя директора инженерно-строительного института.
С 2007 г. по август 2010 г. – декан архитектурного факультета, с августа 2010 г. – проректор по учебной работе.
С 24 апреля 2019 года - временно исполняющий обязанности ректора ПГУАС.
С 19 мая 2020 - ректор ПГУАС.   

## Научная деятельность
Автор более 30 научных трудов. 
Некоторые труды:
- Болдырев Г.Г., Болдырев С.А., Хрянина О.В. Сопротивление фундаментных балок при совместной работе с усиленным основанием: монография / Пенза: Изд-во ПГУАС, 2016. 124 с. ISBN 978-5-9282-1406-7
- Арискин М.В., Болдырев С.А. Сосвеменные металлические и деревянные конструкции. Деревянные конструкции: учебное пособие для студентов, обучающихся по направлению подготовки 08.04.01 «Строительство» / под общей редакцией Ю.П. Скачкова. Пенза: Изд-во ПГУАС, 2015. 88 с.
- Найниш Л.А., Болдырев С.А., Голубинская Т.В. Универсальная технология обучения как средство решения проблем педагогики технического вуза // Alma mater (Вестник высшей школы). 2015. № 1. С. 71-75.
- Мельников А.В., Хрянина О.В., Болдырев С.А. Прочность и деформируемость слабых грунтов основания, усиленных армированием: монография / Пенза: Изд-во ПГУАС, 2014. 176 с. ISBN 978-5-9282-1039-7

## Награды
- Почётный работник высшего профессионального образования Российской Федерации.